# Remo en los Juegos Olímpicos de Los Ángeles 2028
El remo en los Juegos Olímpicos de Los Ángeles 2028 se realizará en el Estadio Marítimo de Long Beach en julio de 2028.